# Macot
Machicot o Macot, és un personatge a cavall entre la història i la llegenda, que estava al servei del rei Lluís XI de França i el 1472 es va fer fort al castell d'Aramunt, des d'on va fer incursions a terres del Segrià amb suport del comte del Pallars.
Històricament fou un bandoler d'origen encara incert, encara que se l'apropien alguns pobles del Segrià; tal com explica l'historiador Josep Lladonosa i Pujol en alguns dels seus llibres.
La llegenda que ens ha arribat fins avui en dia, si bé n'hi ha diferents versions, ens parla d'un personatge carismàtic, nascut a Alguaire, que ja en el segle xv deia que els homes algun dia podrien volar; i que ens ha deixat algunes frases fetes en la nostra parla col·loquial, en les que s'utilitza el seu nom per referir-se a personatges inquiets i de fets no gaire correctes.